# César for bedste mandlige hovedrolle
César for bedste mandlige hovedrolle er blevet givet hvert år siden 1976.

## Modtagere af prisen
| År   | Skuespiller            | Film                                                       |
| ---- | ---------------------- | ---------------------------------------------------------- |
| 2013 | Jean-Louis Trintignant | Amour                                                      |
| 2012 | Omar Sy                | De urørlige                                                |
| 2011 | Eric Elmosnino         | Gainsbourg, vie héroïque                                   |
| 2010 | Tahar Rahim            | Un prophète                                                |
| 2009 | Vincent Cassel         | Mesrine : L'Instinct de mort Mesrine : L'Ennemi public n°1 |
| 2008 | Mathieu Amalric        | Le Scaphandre et le papillon                               |
| 2007 | François Cluzet        | Ne le dis à personne                                       |
| 2006 | Michel Bouquet         | Le Promeneur du champ de Mars                              |
| 2005 | Mathieu Amalric        | Rois & reine                                               |
| 2004 | Omar Sharif            | Monsieur Ibrahim et les fleurs du Coran                    |
| 2003 | Adrien Brody           | Le Pianiste                                                |
| 2002 | Michel Bouquet         | Comment j'ai tué mon père                                  |
| 2001 | Sergi López            | Harry, un ami qui vous veut du bien                        |
| 2000 | Daniel Auteuil         | La fille sur le pont                                       |
| 1999 | Jacques Villeret       | Le Dîner de cons                                           |
| 1998 | André Dussollier       | On connaît la chanson                                      |
| 1997 | Philippe Torreton      | Capitaine Conan                                            |
| 1996 | Michel Serrault        | Nelly et Monsieur Arnaud                                   |
| 1995 | Gérard Lanvin          | Le Fils Préféré                                            |
| 1994 | Pierre Arditi          | Smoking/No Smoking                                         |
| 1993 | Claude Rich            | Le Souper                                                  |
| 1992 | Jacques Dutronc        | Van Gogh                                                   |
| 1991 | Gérard Depardieu       | Cyrano de Bergerac                                         |
| 1990 | Philippe Noiret        | La Vie et rien d'autre                                     |
| 1989 | Jean-Paul Belmondo     | Itinéraire d'un enfant gâté                                |
| 1988 | Richard Bohringer      | Le Grand chemin                                            |
| 1987 | Daniel Auteuil         | Jean de Florette                                           |
| 1986 | Christopher Lambert    | Subway                                                     |
| 1985 | Alain Delon            | Notre histoire                                             |
| 1984 | Coluche                | Tchao Pantin                                               |
| 1983 | Philippe Léotard       | La Balance                                                 |
| 1982 | Michel Serrault        | Garde à vue                                                |
| 1981 | Gérard Depardieu       | Le Dernier métro                                           |
| 1980 | Claude Brasseur        | La Guerre des polices                                      |
| 1979 | Michel Serrault        | La Cage aux folles                                         |
| 1978 | Jean Rochefort         | Le Crabe tambour                                           |
| 1977 | Michel Galabru         | Le Juge et l'Assassin                                      |
| 1976 | Philippe Noiret        | Le Vieux fusil                                             |